# U.S. Route 80
U.S. Route 80 (ou U.S. Highway 80) é uma autoestrada dos Estados Unidos.
Faz a ligação do Oeste para o Este. A U.S. Route 80 foi construída em 1926 e tem 1 032 milhas (1 661 km).

## Principais ligações
Interstate 59 em Meridian

 Interstate 65 em Montgomery

 Interstate 185 em Columbus

 Interstate 75 em Macon

 Interstate 95 em Savannah